# Austin (Dasha)
Austin is een nummer van de Amerikaanse zangeres Dasha, als single uitgebracht op 17 november 2023, van haar tweede studioalbum What Happens Now? Dasha schreef mee aan het nummer, dat in maart 2024 viraal ging op TikTok. "Austin" werd Dasha's eerste single die in de hitlijsten terechtkwam, met een piek op nummer 25 in de Billboard Hot 100 in juni 2024. Buiten de Verenigde Staten bereikte "Austin" de top tien van de hitlijsten in België (Vlaanderen), Ierland, Nederland, Noorwegen en het Verenigd Koninkrijk. Het nummer werd door de Nederlandse radiozenders als Alarmschijf en 538 Favourite gekozen, en in België werd het nummer een Big Hit op MNM. 